# Baczkowo
Baczkowo (bułg. Бачково) – wieś w Bułgarii, w obwodzie Płowdiw, w gminie Asenowgrad. Według danych szacunkowych Ujednoliconego Systemu Ewidencji Ludności oraz Usług Administracyjnych dla Ludności, 15 czerwca 2020 roku miejscowość liczyła 326 mieszkańców.

## Zabytki
We wsi znajduje się Monastyr Baczkowski.